# Nazionale maschile di rugby a 15 della Polonia
La nazionale polacca di rugby a 15 (in polacco Reprezentacja Polski w rugby mężczyzn) è la selezione maschile di rugby a 15 (o Rugby union) che rappresenta la Polonia in ambito internazionale.
Attiva dal 1958, opera sotto la giurisdizione di Polski Związek Rugby, la federazione rugbistica nazionale.
La nazionale polacca è impegnata fin dal 1967 nel campionato europeo, competizione nella quale vanta come miglior risultato tre quarti posti negli anni settanta del XX secolo.
Al 2021 non si è ancora mai qualificata per la Coppa del Mondo.
Il suo commissario tecnico è il gallese Christian Hitt, in carica da aprile 2021.
Al 18 luglio 2022 la squadra occupa la 29ª posizione del ranking World Rugby.

## Storia
- Marian Bondarowicz (1958-59)
- Eugeniusz Rogatka (1959-60)
- Marian Bondarowicz (1960-61)
- Jan Frankowski (1961)
- Marian Bondarowicz (1962)
- Józef Koter (1963)
- Józef Grochowski (1964)
- Franciszek Nowak (1965)
- Józef Sokołowski (1965-68)
- Zbigniew Janus (1969-70)
- Józef Sokołowski (1970)
- Józef Grochowski (1971-75)
- Józef Sokołowski (1975)
- Ryszard Wiejski (1976-89)
- Andrzej Kopyt (1990)
- Zdzisław Szczybelski (1990-91)
- Andrzej Kopyt (1991-94)
- Ryszard Wiejski /
Maciej Powała-Niedźwiecki (1994-95)
- Maciej Powała-Niedźwiecki (1995-2000)
- Jerzy Jumas (2000-06)
- Tomasz Putra (2006-13)
- Marek Plonka (2013-21)
- Christian Hitt (2021-)